# Лисья балка
Ли́сья ба́лка (также Ли́сий овра́г, каз. Түлкілі Сай) — местность, в советские времена находившаяся на окраине, а ныне в черте, города Шымкент. Известно как место массовых расстрелов в 1937—1938 годы.
Получило своё название благодаря тому, что в прежние времена в этих краях обитали стаи лис. Как отмечает Елена Бояршинова, «ещё в конце XIX века в овраге неподалеку от Чимкента охотиться было несложно. Пушистые красавицы появлялись в овражке довольно часто, и тогда балка превращалась в тявкающее рыжее море, перекатывающееся волнами из лисьих спинок и хвостов».
В 1937—1938 годы органами НКВД здесь проводились массовые расстрелы осуждённых по политическим статьям. Хоронили расстрелянных здесь же. В списках расстрелянных в Лисьей балке сотни фамилий. Из них шестьдесят с лишним человек — священники и служители русской православной церкви. Среди местного населения также стало известно как «Албасты сай» (овраг, где водится нечисть). Во время расстрелов сразу умирали не все. Были те, кто получив смертельное ранение, лежали, стонали и умирали долгой и мучительной смертью. Эти стоны разносились по округе. И люди в страхе говорили, что это очень опасное место. Это, мол, души расстрелянных, не найдя покоя, стонут».
В 1989 году областной Комитет госбезопасности, областная прокуратура и общество «Адилет» (каз. «Әділет» — «Справедливость») по многочисленным обращениям родственников репрессированных занялись поисками возможных мест массовых захоронений. Один аксакал рассказал сотрудникам прокуратуры, что в тридцатых годах часто видел, как в сторону Лисьей балки ездила машина. Однажды, переборов страх, он спустился в овраг и в пещерах увидел трупы людей. В конце 1989 года здесь начались раскопки, они велись людьми в свободное от работы время. Некоторые захоронения оказались в колодцах на глубине 8 метров.
После распада СССР на этом месте был сооружён мемориальный комплекс «Касирет» (каз. «Қасірет» — «Скорбь»).
17 ноября 2019 года глава Митрополичьего округа Русской Православной Церкви в Республике Казахстан митрополит Астанайский и Казахстанский Александр (Могилёв) совершил освящение креста и закладного камня на месте создания памятника новомученикам Церкви Русской в Лисьей балке, после чего он сказал: «Наш священный долг — беречь и передавать следующим поколениям память о подвигах новомучеников и исповедниках, прославлять их мужество и стойкость, вдохновляться твёрдостью их веры, свидетельствовать о том, что они — слава и красота Православной Церкви. Сооружение мемориального знака на этом месте, откуда взошли на Небо тысячи и тысячи архипастырей и священников, монашествующих и мирян, станет частью этой священной миссии. Пусть память о наших святых предшественниках, кровью своей засвидетельствовавших верность Господу, помогает и нам, отделенным от них уже многими десятилетиями, хранить в своём сердце верность Православию, исповедовать и дерзновенно проповедовать ближним и дальним Христа Распятого и Воскресшего». 3 мая 2021 года митрополит Астанайский и Казахстанский Александр (Могилёв) совершил освящение памятника новомученикам Церкви Русской в Лисьей балке

## Церковные деятели, расстрелянные в Лисьей балке
- протоиерей Владимир Смирнов (1885—1937)
- протоиерей Николай Толгский (1886—1937)
- схиархимандрит Елевферий (Печенников) (1870—1937)
- игумения Ева (Павлова) (1879—1937)
- монахиня Евдокия (Перевозникова) (1880—1937)
- Фёдор Дмитриевич Захаров (1874—1937)
- архиепископ Алексий (Орлов) (1862—1937)
- иеромонах Иоанн (Лаба) (1863—1937)
- иеромонах Иларион (Цуриков) (1856—1937)
- монах Иоанн (Цуриков) (1856—1937)
- монахиня Мария (Рыкова) (1892—1937)
- монахиня Серафима (Горшкова) (1893—1937)
- Людмила Владимировна Петрова (1879—1937)
- митрополит Кирилл (Смирнов) (1863—1937)
- митрополит Иосиф (Петровых) (1872—1937)
- священник Василий Климов (1868—1937)
- священник Анатолий Бержицкий (1873—1937)
- священник Николай Протасов (1867—1937)
- епископ Евгений (Кобранов) (1892—1937)
- иерей Феодосий Беленький (1885—1938)
- архиепископ Николай (Клементьев) (1875—1937)